# Джуніорс (Шпитьки)
Футбольний клуб «Джуніорс» (Шпитьки) — український футбольний клуб зі Шпитьків Києво-Святошинського району Київської області, заснований у 2007 році Сергієм Шутом. Виступає в Чемпіонаті та Кубку Київської області. Домашні матчі приймає на стадіоні "Колос" у Шпитьках.
У 2017—2018 роках виступав також як «Джуніорс-СБ».
Відомі гравці: Олександр Алієв, Олександр Бондаренко, Іван Кривошнєнко, Олександр Максимов, Денис Маринчук, Сергій Шевчук.

## Досягнення[4]
- Чемпіонат Київської області
  - Чемпіон: 2016.
  - Срібний призер: 2017, 2019, 2020.
- Кубок Київської області
  - Фіналіст: 2016, 2018.
- Чемпіонат Києво-Святошинського району
  - Переможець: 2015, 2017, 2018.
- Кубок регіональних чемпіонів
  - Переможець: 2019.
- Суперкубок району
  - Переможець: 2017.
- Кубок Києво-Святошинського району
  - Переможець: 2018, 2020.
- Меморіал Макарова
  - Переможець: 2020, 2021.
- Меморіал Щанова
  - Переможець: 2016.
- Кубок Чанова
  - Переможець: 2014, 2015, 2016, 2017, 2018, 2019.